# Шећерна водица (филм)
„Шећерна водица“ је југословенски хумористички филм, снимљен 1983. године у режији Светислава Прелића.
На Филмском фестивалу у Пули 1984. године главна глумица Соња Савић добила је Златну Арену за најбољу женску улогу.

## Радња
Девојка Бранка Ђурић, студент техничког факултета, коју због њеног изгледа зову Дечка, никако не може да се искаже као девојка и има велике проблеме у својој околини. Све своје невоље и испаде она правда својим ружним изгледом – великим носом и огромним стопалима. Мислећи да све своје трауме може решити једним потезом, она одлучује да се промени и одлази на пластичну операцију носа. Живи са својом маћехом која иако је дивна према њој, са њом није блиска и бави се картањем и врачарењем. Ненад, који јој је један од најбољих, ако не и једини друг, потајно се заљубљује у њу, као и она у њега временом. На клиници се истовремено са својим оцем оперисала не знајући да је и њен отац отишао на естетску операцију и на тој клиници упознаје момка Дејана који је био на операцији вилице. Након што су обоје изашли из болнице где су имали операције, отишла је код Дејана, али он сазнаје да је девица и некон непријатне ситуације, она прекида контакт са њим. Филм се завршава тако што су Бранка и Ненад имали сексуални однос на реци и где је Бранка говорила о утисцима тог чина.

## Улоге
| Глумац                   | Улога                         |
| ------------------------ | ----------------------------- |
| Соња Савић               | Бранка Ђурић - Дечка          |
| Светислав Гонцић         | Ненад                         |
| Милена Дравић            | Ана                           |
| Велимир Бата Живојиновић | мајор Ђурић                   |
| Љубиша Самарџић          | фотограф                      |
| Зоран Радмиловић         | Др. Драговић                  |
| Бранимир Брстина         | Дејан                         |
| Бранко Петковић          | Цезар (као Бранимир Петковић) |
| Мирослав Бата Михаиловић |                               |

## Галерија
- Филмски сусрети у Нишу, 1984: Светислав-Бата Прелић, Соња Савић и Велимир-Бата Живојиновић